# Major League Soccer
La Major League Soccer (MLS) és la principal lliga del sistema de lligues de futbol dels Estats Units i el Canadà. Està supervisada per la Federació de Futbol dels Estats Units (U.S. Soccer), que és membre de la FIFA.
Està integrada per 30 equips en dues conferències, la Conferència Est amb 15 equips i la Conferència Oest amb 15 equips. La temporada s'inicia a finals de febrer i s'acaba al desembre. Cada equip juga 34 partits durant la temporada regular. El campió de la temporada regular rep l'Escut dels seguidors de l'MLS (MLS Supporters' Shield). Els 16 millors equips classificats en la temporada regular, els 8 millors de cada conferència, es classifiquen per al torneig d'eliminació directa denominat MLS Cup Playoffs que finalitza amb la final de la Copa MLS.
El 2019 l'MLS va anunciar la seva futura expansió fins als 30 equips. Amb una assistència mitjana de més de 20.000 espectadors per partit, l'MLS té la tercera assistència mitjana més alta de qualsevol lliga d'esports dels Estats Units després de l'NFL i l'MLB, i és la setena lliga de futbol professional amb l'assistència mitjana més alta del món.

## Història

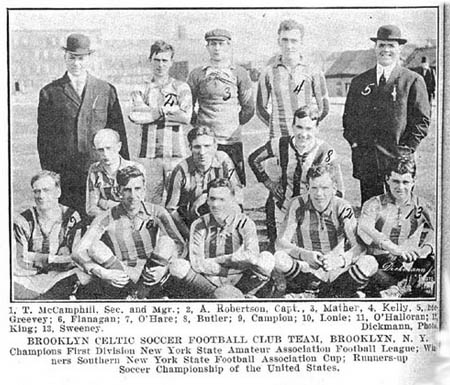
Brooklyn Celtic el 1914.

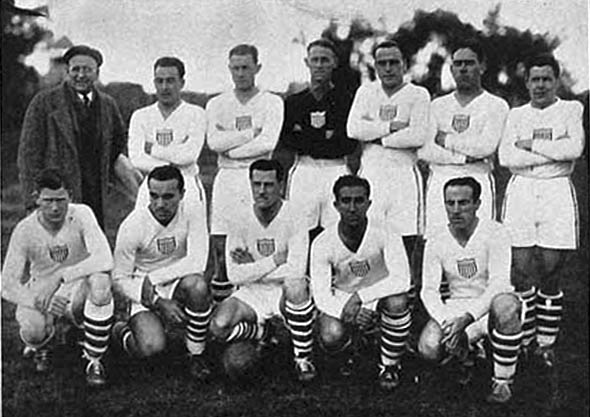
Selecció dels Estats Units que participà en el Mundial de 1930.

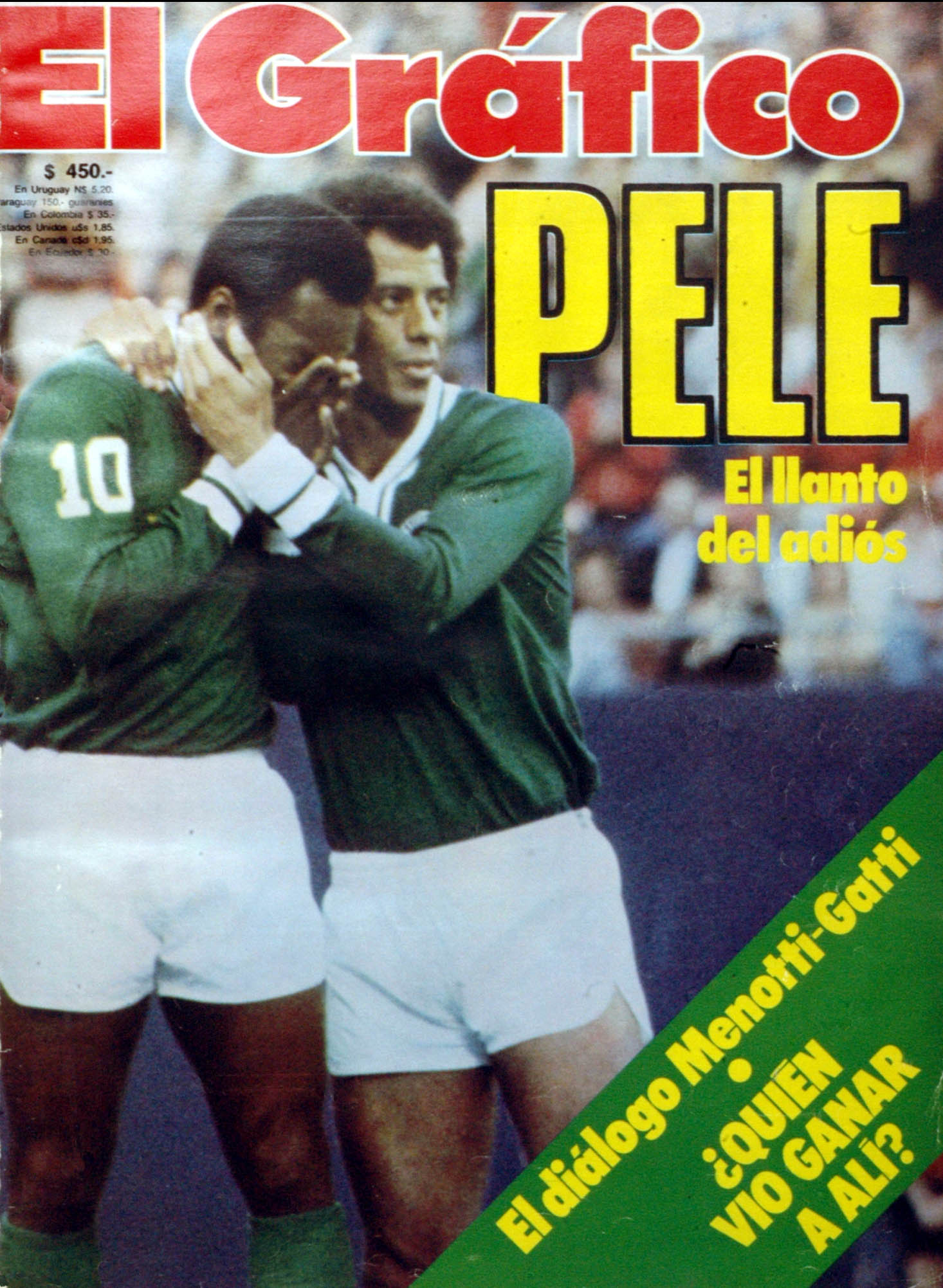
Pelé jugant al New York Cosmos.

### Inicis del futbol als Estats Units
Anteriorment, solament una lliga professional, la NASL que es va disputar entre 1968 i 1984, havia tingut un seguiment mediàtic i d'afeccionats important. El 1913 es va crear la copa domèstica, la Lamar Hunt U.S. Open Cup, sota el nom de National Challenge Cup. En l'actualitat és la competència de futbol més antiga dels Estats Units. La primera lliga es va formar el 1921, amb el nom d'American Soccer League, aquesta lliga va ser molt popular, considerada com la segona lliga més popular del país després de la Major League Baseball, i com totes les lligues d'aquesta època tenia tots els seus equips situats al nord-est del país. Va ser disputada entre els anys 1921 fins a 1933. En els últims anys, el torneig es va afeblir a causa dels conflictes amb la Federació de Futbol dels Estats Units i la FIFA, així com les conseqüències que va deixar la Gran Depressió, ha portat que el campionat nord-americà deixés d'existir el 1933. Fins a 1920 aquest esport era conegut al país amb el nom de football i fins als anys 20 no va aparèixer el nom soccer com és conegut actualment, nom que ve de football association.
Les primeres lligues a nivell nacional van ser fundades en els anys 1960, la United Soccer Association i la National Professional Soccer League. El 1968 aquestes es van fusionar per a crear la North American Soccer League. Aquesta última va ser relativament un èxit, arribant fins i tot a tenir 24 equips i el mític equip New York Cosmos, però eventualment va ser dissolta el 1985 per culpa d'una forta crisi econòmica com a resultat d'una mala gestió que va provocar un gran deute. La NASL no tenia estadis propis, llogava estadis de futbol americà i la majoria dels jugadors eren estrangers i cars que no connectaven amb el públic americà.

### Fundació

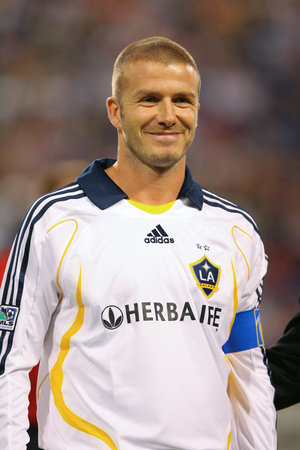
David Beckham va ser el primer Jugador Franquícia de l'MLS el 2007.

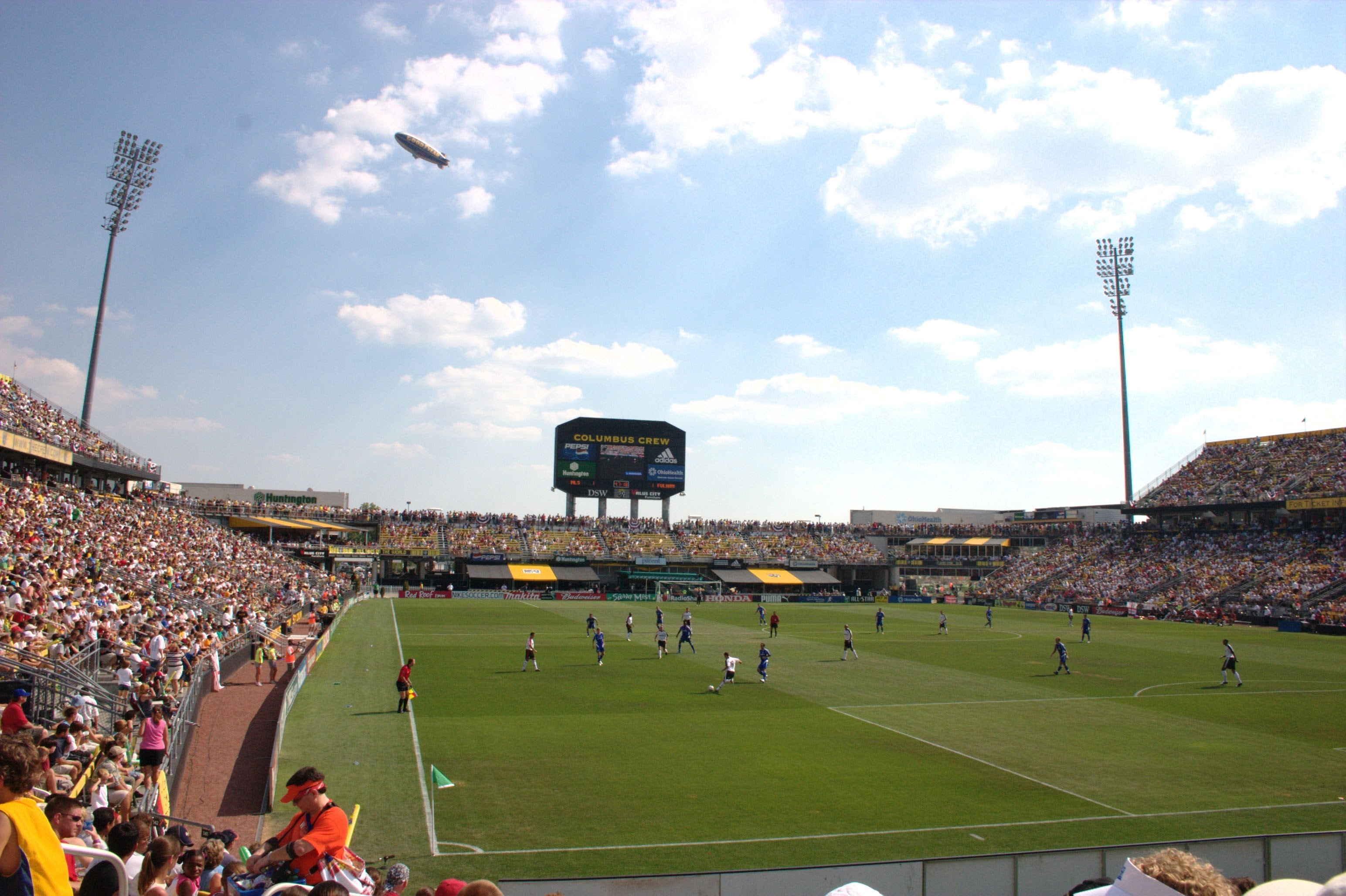
El Columbus Crew Stadium, l'estadi del Columbus Crew i el primer estadi específic de futbol construït als Estats Units..

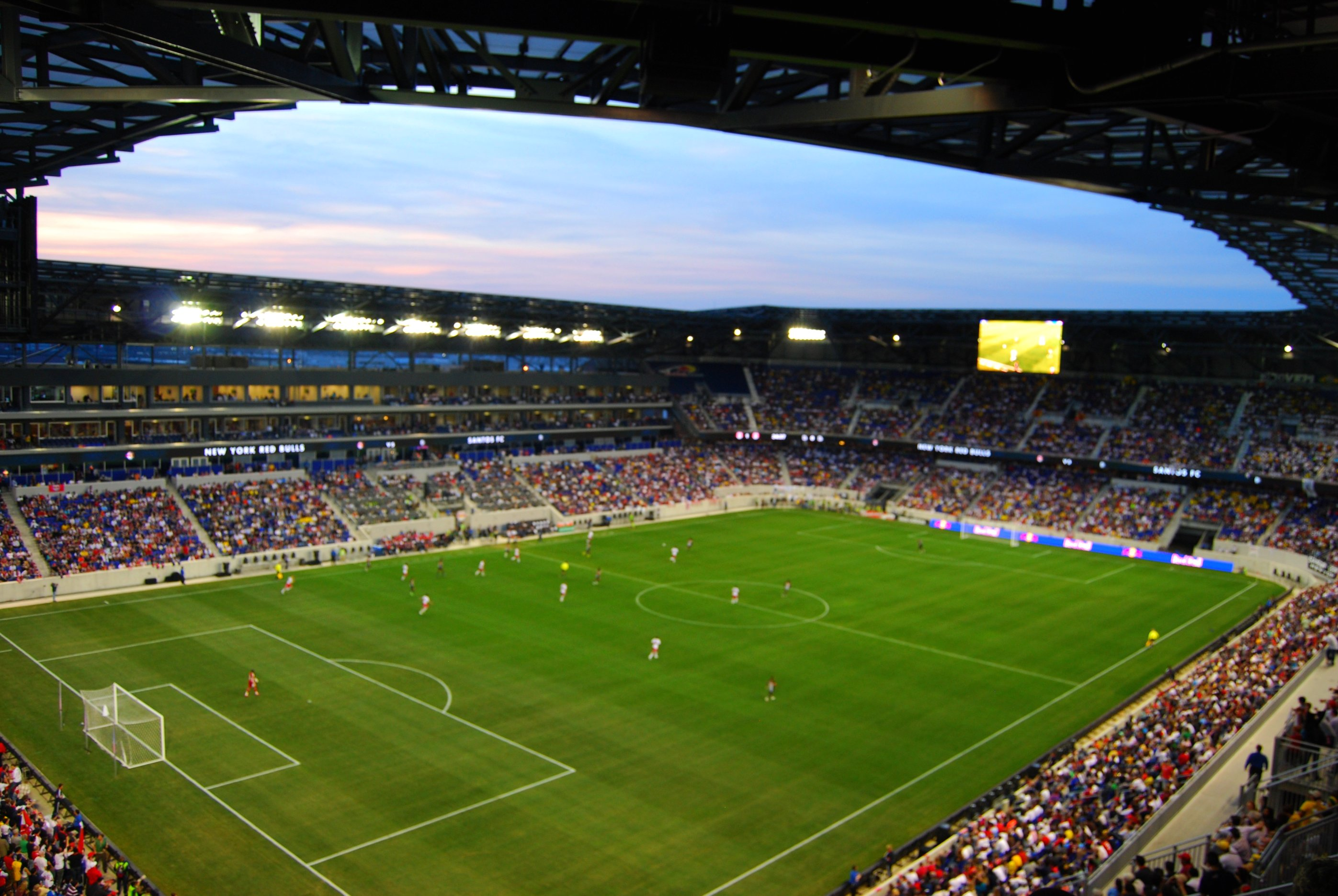
El Red Bull Arena, l'estadi dels New York Red Bulls.

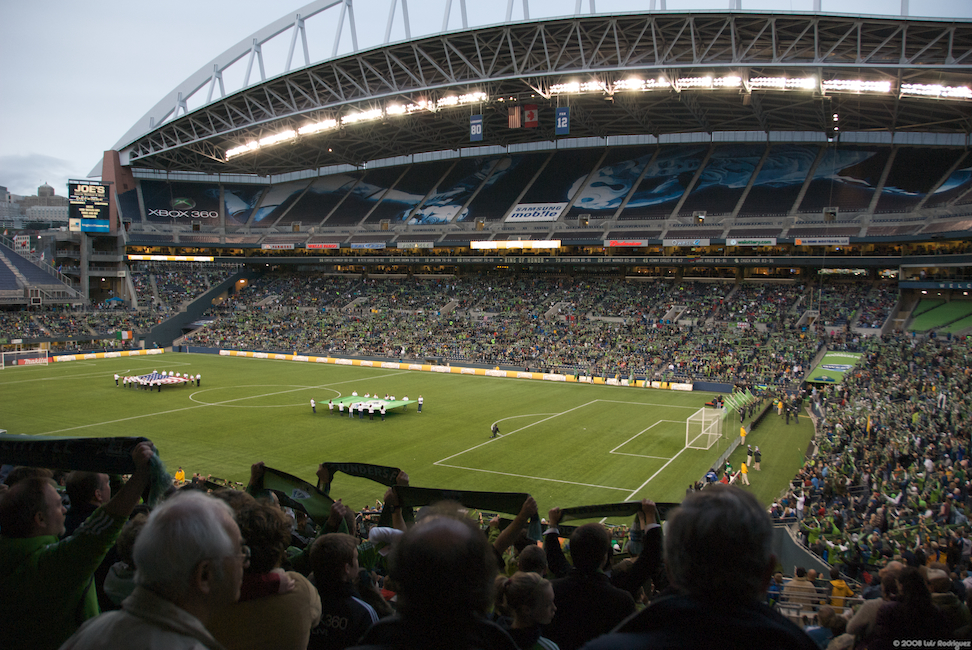
El CenturyLink Field, l'estadi dels Seattle Sounders FC.

La Major League Soccer es formà el 17 de desembre de 1993, complint una promesa a la FIFA d'Alan Rothenberg i la US Soccer Federation de crear una Primera Divisió professional de futbol als Estats Units com a canvi de la concessió de la Copa del Món de futbol de 1994. L'objectiu de la Major League Soccer era convertir-se en una de les grans lligues de futbol del món i en una de les grans lligues esportives dels Estats Units. La lliga s'inicià el 1996 amb 10 equips i va gaudir de xifres d'assistència prometedores. Els nombres van declinar lleument després del primer any, però han augmentat en anys posteriors. Els 10 equips originals estaven dividits en dues conferències: 
- Conferència Est: Columbus Crew, DC United, New England Revolution, NY/NJ MetroStars, Tampa Bay Mutiny.
- Conferència Oest: Colorado Rapids, Dallas Burn, Kansas City Wiz, Los Angeles Galaxy, San Jose Earthquakes.

### Expansió
La lliga s'amplià a 12 equips el 1998, amb Chicago Fire a l'Oest i Miami Fusion a l'Est. El 2000, la lliga es reorganitzà en tres conferències, Est, Central i Oest. Els equips de Chicago, Tampa Bay, Dallas i Columbus ingressaren a la nova Conferència Central. Tanmateix, la temporada 2001, els equips de Florida (Miami i Tampa Bay) es van dissoldre i la lligà passà de nou a 10 equips, amb dues conferències, passant Chicago a l'est. Davant la crisi econòmica que patí la lliga, creada en part per jugar en estadis de futbol americà, el nou president Don Garber, antic cap de l'NFL Internacional, va idear la construcció de nous estadis específics de futbol per garantir la supervivència econòmica dels clubs i de la lliga. El primer va ser el Columbus Crew Stadium inaugurat el 1999, de 22.000 espectadors, el primer estadi específic de futbol construït als Estats Units. Li seguiren el Toyota Park de Chicago de 20.000 espectadors, The Home Depot Center de Los Angeles de 27.000 espectadors, el Pizza Hut Park de Dallas de 22.000, el nou estadi del Colorado Rapids, el BMO Field de Toronto de 20.000, el Rio Tinto Stadium de Salt Lake City de 20.000, el modern Red Bull Arena de Nova York amb 25.000 seients coberts i el PPL Park de Filadèlfia amb 18.500.
La Copa del Món de Futbol de 2002, en la qual Estats Units inesperadament va arribar als quarts de final guanyant contra Portugal i Mèxic, va provocar un ressorgiment del futbol nord-americà i de l'MLS. La final de la Copa MLS 2002, que va tenir lloc quatre mesos després del final de la Copa del Món d'aquest any, va establir un rècord d'assistència en el Gillette Stadium que va veure Los Angeles Galaxy guanyar el seu primer títol.
A la temporada 2004 de nou s'amplià la lliga a 12 clubs amb l'aparició del Real Salt Lake, de Salt Lake City, que juga al Rio Tinto Stadium de 20.000 espectadors i CD Chivas USA, de Los Angeles, que comparteix estadi amb Los Angeles Galaxy. Els dos clubs foren ubicats a la Conferència Oest i Kansas City fou desplaçat a l'Est. El Real Salt Lake deu el seu nom al fet que el seu propietari és seguidor del Reial Madrid i amb qui va establir diversos acords, mentres que el Chivas USA el va fundar el propietari del Chivas de Guadalajara de Mèxic.
La temporada 2006, l'equip dels MetroStars fou rebatejat com a New York Red Bulls en ser adquirit per l'empresa de begudes energètiques del mateix nom (un equip germà al ja existent a Àustria, el Red Bull Salzburg). San José Earthquakes fou reubicat i canvià de nom esdevenint Houston 1836, que a les poques setmanes adoptà el nom de Houston Dynamo.
L'any 2007 s'acceptà el primer club canadenc, Toronto FC, que juga a l'estadi BMO Field de 30.000 espectadors i que en el seu primer any va esgotar tots els abonaments disponibles amb llista d'espera inclosa per la gran acollida que va tenir. I el 2008, San José Earthquakes tornà a ésser format, passant la lliga a 14 equips. Setmanes abans d'iniciar la temporada 2007 la lliga va tancar un acord amb la Bundesliga alemanya de cooperació, intercanviant coneixements de construcció d'estadis de futbol i finançament.
El 2007 va debutar a l'MLS David Beckham, fitxat per Los Angeles Galaxy gràcies a la nova regla del Jugador Franquícia, feta per atreure jugadors mediàtics a l'MLS després d'anys de domini de salaris relativament baixos. L'MLS va canviar les normes relatives als jugadors estrangers en la lliga per permetre un total de 8. Jugadors com Cuauhtémoc Blanco del Club América, firmat amb el Chicago Fire, i Juan Pablo Ángel, de l'Aston Villa als New York Red Bulls, són alguns dels primers jugadors designats. Les sortides de Clint Dempsey, Jozy Altidore i la cessió de Landon Donovan a la Premier League demostren l'intercanvi de promeses a Europa a canvi de veterans experimentats a l'MLS. Altres jugadors experimentats i mediàtics han seguit Beckham i Blanco a l'MLS, com Guillermo Barros Schelotto a Columbus, Freddie Ljungberg a Seattle, Wayne Rooney a l'equip de Washington, Kaká a Orlando, Juninho, Steven Gerrard i Zlatan Ibrahimović a Los Angeles, Thierry Henry, Rafael Márquez, Lampard i David Villa a Nova York.
L'MLS també ha fet un gran esforç pel planter i la formació de nous jugadors, tots els clubs tenen la seva acadèmia de futbol i diversos equips juvenils que juguen lligues i campionats juvenils organitzats per la mateixa MLS. Destaca pel seu prestigi la Red Bull Academy de Nova York, que forma joves en perill d'exclusió social que viuen en barris conflictius, i també la David Beckham Academy de Los Angeles.
L'any 2009 va ingressar un nou equip de la ciutat de Seattle a la conferència Oest, els Seattle Sounders FC, amb el nou estadi CenturyLink Field reconvertible en estadi específic de futbol amb uns 35.000 espectadors i que en el seu primer any ha batut el rècord d'assistència en un estadi de la Major League Soccer amb plens en la majoria de partits. L'any 2010 es va inaugurar el nou estadi Red Bull Arena de Nova York, un modern estadi específic de futbol d'estil europeu amb 25.000 seients coberts i considerat com la joia de la Major League Soccer. El 2010 va ingressar a la lliga un nou equip a Filadèlfia a la conferència Est, els Philadelphia Union, amb el nou estadi de futbol PPL Park de 18.500 espectadors. El 2011 la Major League Soccer va arribar als 18 equips, ja que van ingressar dos nous equips a la Conferència Oest, el Portland Timbers, amb la renovació del PGE Park en estadi de futbol per a 20.000 espectadors, i el Vancouver Whitecaps, amb la renovació de l'Estadi BC Place. El 2012 va ingressar un nou equip a la Conferència Est, el Montreal Impact, que juga a l'Stade Saputo de 20.000 espectadors.

### Present

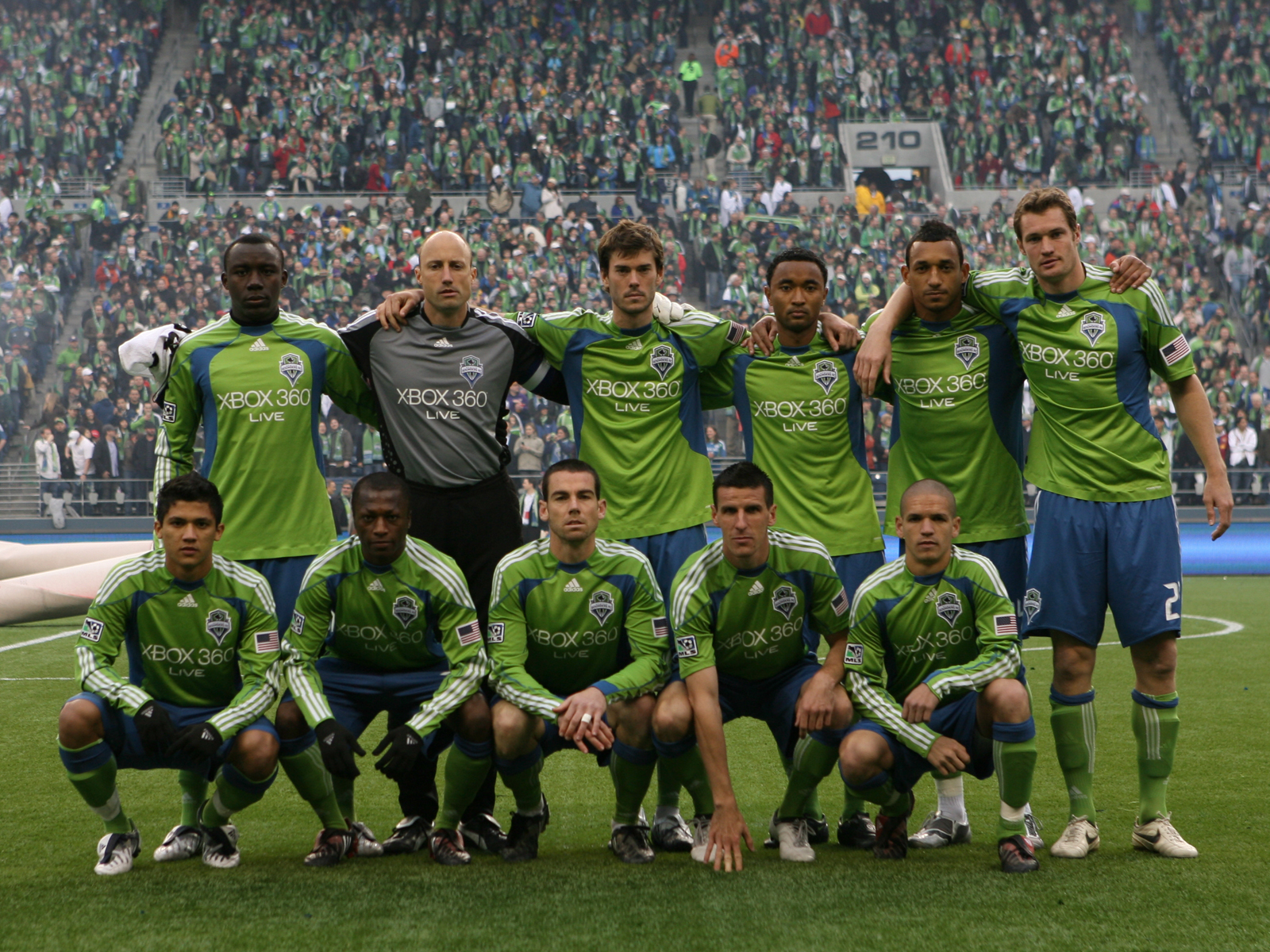
Seattle Sounders el 2009.

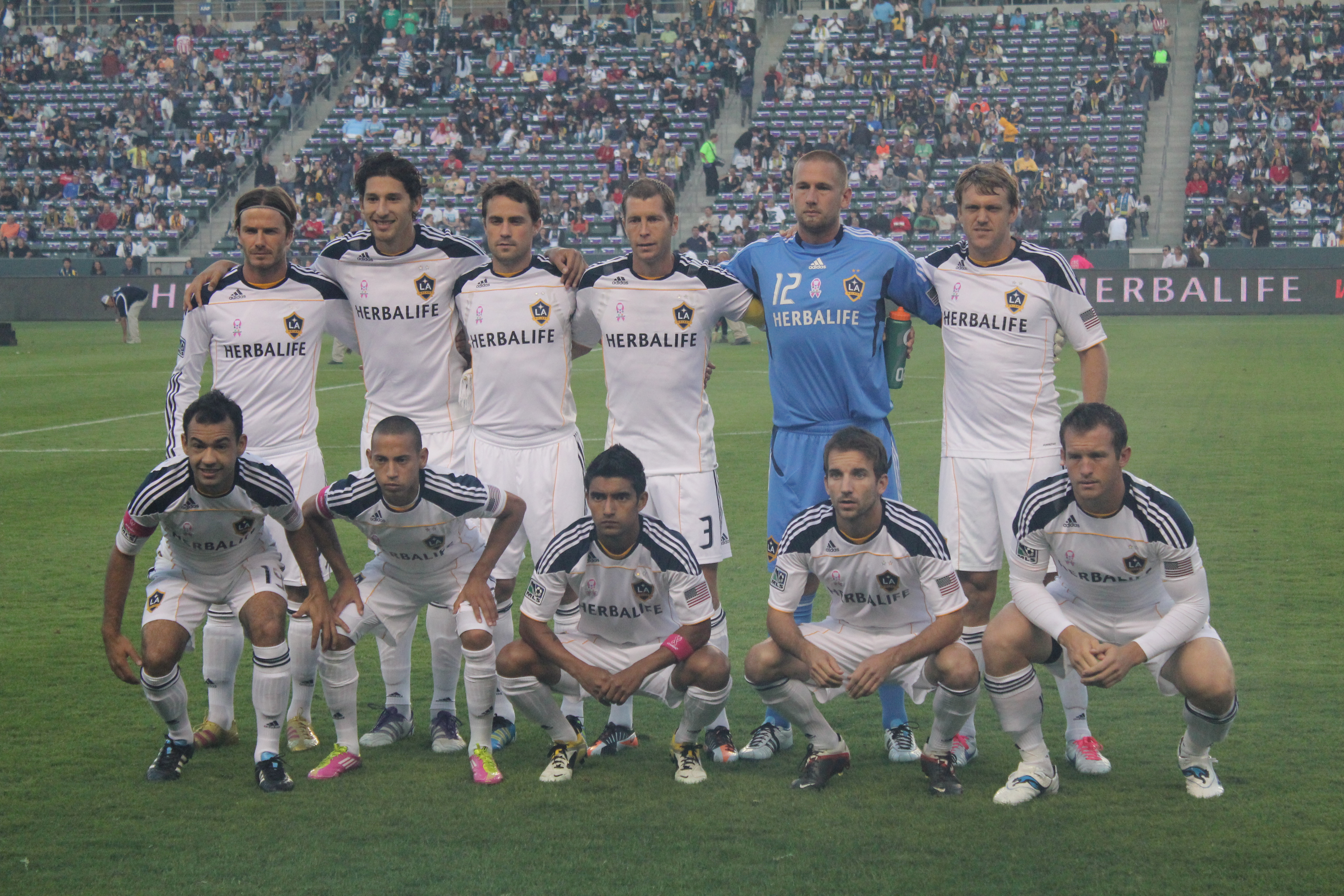
Los Angeles Galaxy el 2011.

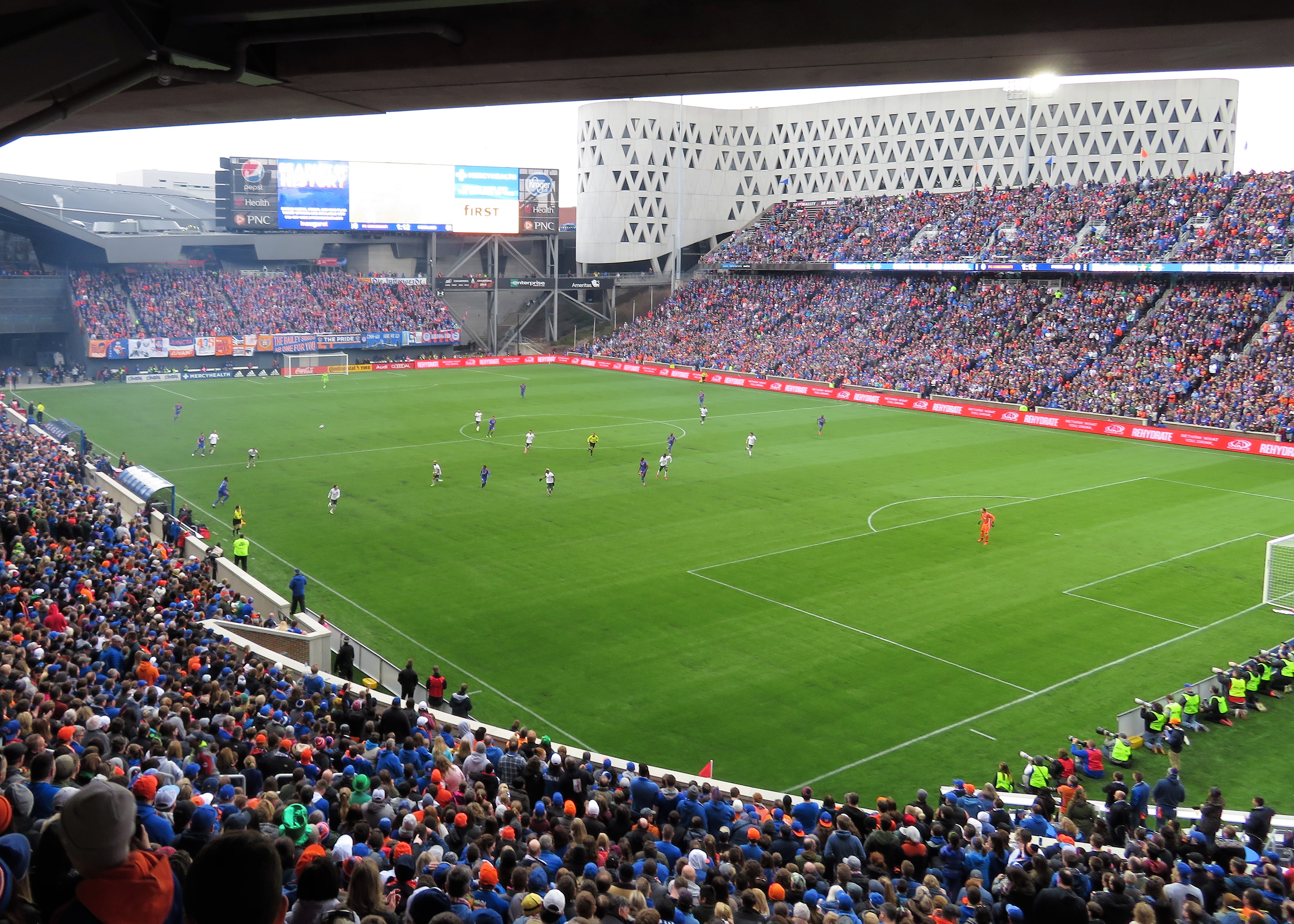
Partit inaugural del FC Cincinnati a l'MLS.

La vintena franquícia finalment veu la llum al maig de 2013, quan l'MLS concedeix al Manchester City FC d'Anglaterra i als New York Yankees una plaça per a un nou equip anomenat New York City FC, que de moment juga al mític Yankee Stadium. Al novembre d'aquest mateix any, l'Orlando City SC també va ser anunciada com a nova franquícia. Tots dos clubs van entrar a la lliga l'any 2015.
El 2017 van començar a jugar dues noves franquícies, Minnesota United FC i Atlanta United FC. El 2018 una nova franquícia de Los Angeles entra a la lliga en substitució del Chivas USA, Los Angeles FC. L'MLS va anunciar que el 2019 la lliga tindrà 24 equips, 12 per a cada conferència. Com a part d'una sèrie de canvis globals en la institució a ser implementats per a la vintena temporada de la lliga, la Major League Soccer va presentar un nou logotip que és personalitzable per a cada franquícia i va entrar en ús a partir de 2015. El 2019 l'MLS va anunciar la seva futura expansió fins als 30 equips. Amb una assistència mitjana de més de 20.000 espectadors per partit, l'MLS té la tercera assistència mitjana més alta de qualsevol lliga d'esports dels Estats Units després de l'NFL i l'MLB, i és la setena lliga de futbol professional amb l'assistència mitjana més alta del món.
El 20 de desembre de 2017 s'anuncia una nova franquícia d'expansió a la ciutat de Nashville, Tennessee, amb el nom de Nashville SC, que serà el 24è equip en ingressar a la Lliga. Per a inicis de 2018 s'espera l'anunci d'una nova franquícia, la 25a de l'MLS, entre les ciutats de Cincinnati, Detroit i Sacramento. A principis de l'any 2018 es va confirmar la franquícia número 25 per a Miami, Florida, amb el nom d'Inter de Miami, i el seu propietari és David Beckham, per debutar en la temporada 2020.
El 29 de maig de 2018 la ciutat de Cincinnati va oficialitzar la seva franquícia de l'MLS amb el nom de FC Cincinnati i per debutar en la temporada 2019, convertint-se en la franquícia número 26. El gener de 2019 es va confirmar la franquícia número 27 per a la ciutat d'Austin (Texas), el club Austin FC, per debutar en la temporada 2021.
El 17 de desembre de 2019 s'anuncia la franquícia número 28 per a Charlotte, la qual va debutar en la temporada 2022. El 20 d'agost de 2019 es va confirmar la franquícia número 29 per a Saint Louis (Missouri), per debutar en la temporada 2023. El 2023 es va confirmar la franquícia número 30 per a San Diego, Califòrnia, per debutar en la temporada 2025.
D'aquesta manera, es culmina l'expansió estratègica de 30 equips de l'MLS, igualant a grans lligues americanes com l'NBA i l'MLB, coincidint amb el creixement explosiu de la popularitat del futbol als Estats Units i el Canadà.

## Sistema de campionat

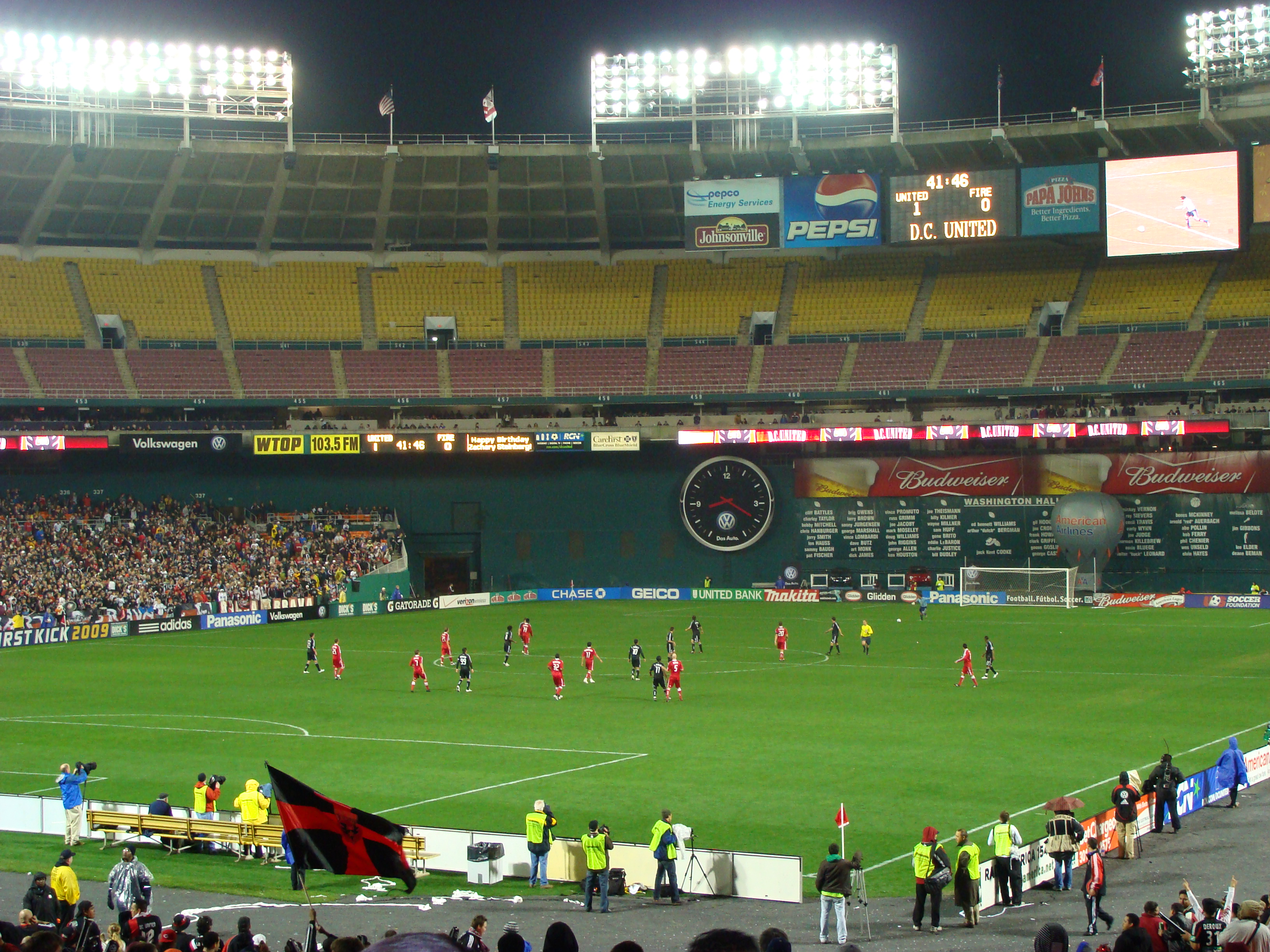
Partit de l'MLS de l'any 2009 entre el DC United i el Chicago Fire.

El campionat de la Major League Soccer es divideix en dues parts: la temporada regular, on juguen els 30 equips dividits en 2 conferències: Conferència Est i Conferència Oest, i els playoffs, el partit final dels quals, la Copa MLS, decideix el campió de la lliga.
El sistema de campionat està integrat per 30 equips en dues conferències, la Conferència Est amb 15 equips i la Conferència Oest amb 15 equips. La temporada s'inicia a finals de febrer i s'acaba al desembre. Cada equip juga 34 partits durant la temporada regular. El campió de la temporada regular rep l'Escut dels seguidors de l'MLS (MLS Supporter's Shield). Els 8 millors equips de cada conferència classificats de la temporada regular es classifiquen per al torneig d'eliminació directa denominat MLS Cup Playoffs que finalitza amb la final de la Copa MLS, que proclama el campió de la competició.
Encara que el format ha variat a través dels anys, l'actual estableix que durant la temporada regular tots els equips juguin un total de 34 partits cadascun. D'aquests 34, la majoria són contra equips de la mateixa conferència, 2 partits contra cada equip, un a casa i un altre al camp contrari. Els altres partits són contra equips de l'altra conferència, que varien cada any. Al final de la fase regular, l'equip amb més punts entre tots els participants d'ambdues conferències obté l'Escut dels seguidors de l'MLS i la segona plaça a la Lliga de Campions de la CONCACAF, sent acompanyat a aquesta competició per aquell que hagi aconseguit major quantitat de punts a la conferència oposada. Així mateix, els 8 millors de cada conferència accedeixen als playoffs.

### Classificació per a laLliga de Campions de la CONCACAF
L'MLS atorga tres dels quatre contingents que els Estats Units té a la Lliga de Campions de la CONCACAF:
- El primer correspon al campió de la Copa MLS;
- El segon, a l'equip que més punts va obtenir durant la temporada regular (al qual també se li atorga l'Escut dels seguidors de l'MLS);
- El tercer, al primer situat de la conferència oposada al guanyador de l'Escut dels seguidors de l'MLS.

Els clubs canadencs que participen en l'MLS queden exclosos d'aquestes vies de classificació, ja que ells accedeixen a la competició continental des del Campionat Canadenc de Futbol.

### El topall salarial
A diferència de la resta de les lligues professionals mundials, els contractes i les transferències dels jugadors no ho manegen els clubs sinó que ho fa la Lliga. Així que tots els clubs de la lliga se li dona un salari equivalent a repartir entre els seus contractes de diversos jugadors. Aquesta quantitat és anomenada el topall salarial i el topall salarial era $ 2,55 milions de dòlars el 2010.
Des de l'any 2007, existeix una regla d'excepció anomenada Llei del Jugador Franquícia, també coneguda com la Llei Beckham. Aquesta regla permet a cada club a tenir fins a 3 "jugadors franquícies" en la seva nòmina per alliberar a una quantitat per 335.000 dòlars per jugador elegible en la seva nòmina total. Aquesta manera d'operació de l'MLS significa que la mitjana dels jugadors en aquesta lliga són menys remunerats que la mitjana dels jugadors de les lligues professionals d'Europa. La regla del jugador designat permet fitxar algunes de les grans estrelles internacionals tot i que té més impacte en els salaris dels jugadors de l'equip que tria tals reclutes.

### Els canvis de regles
En els primers anys, l'MLS va experimentar canvis de regles tractant de fer l'esport més "nord-americà".
- El rellotge, que compta a 90 minuts en el futbol internacional, a l'MLS comptaria cap enrere i pararia en les situacions de detenció del joc. Quan el rellotge arribés a 0:00, el temps acabaria. Després de la temporada de 1999, aquesta regla va ser abandonada a favor d'un rellotge normal en el futbol.
- L'altre canvi era la definició per Shoot-Out, per resoldre els jocs empatats. Si el joc acabava amb un empat, es jugaria una mort sobtada:
  - Un jugador rebria la pilota a 35 metres del gol amb cinc segons per marcar. Igual que en un torn de penals, cada equip disposava de cinc intents. Si el resultat era encara empat, hi hauria una altra sèrie de Shoot-Out. L'equip que guanyava rebia un punt (a diferència de tres punts per a una victòria), l'equip que perdia rebia zero.
- No obstant això, els canvis de regles, especialment la de Shoot-Out, no van suposar una millora dels nivells d'audiència en el públic nord-americà i, per contra, suposava l'antipatia d'alguns afeccionats tradicionals. El Shoot-Out es va suprimir després de la temporada de 1999.
- L'MLS va fer ús del gol d'or des de l'any 2000 al 2003, però el 2004 va abandonar aquesta regla, en aplicar-se el model tradicional de definició dels partits.

## Equips
| Equip                  | Estadi, Ciutat, Estat                                  | Any de fundació |                 |                 |                 |                 |
| Conferència Est        | Conferència Est                                        | Conferència Est | Conferència Est | Conferència Est | Conferència Est | Conferència Est |
| ---------------------- | ------------------------------------------------------ | --------------- | --------------- | --------------- | --------------- | --------------- |
| Atlanta United FC      | Mercedes-Benz Stadium;¹ Atlanta, Geòrgia               | 2017            |                 |                 |                 |                 |
| Charlotte FC           | Bank of America Stadium;¹ Charlotte, Carolina del Nord | 2022            |                 |                 |                 |                 |
| Chicago Fire           | Soldier Field;¹ Chicago, Illinois                      | 1998            |                 |                 |                 |                 |
| FC Cincinnati          | TQL Stadium;¹ Cincinnati, Ohio                         | 2019            |                 |                 |                 |                 |
| Columbus Crew          | Lower.com Field;¹ Columbus, Ohio                       | 1996            |                 |                 |                 |                 |
| DC United              | Audi Field;¹ Washington, DC                            | 1996            |                 |                 |                 |                 |
| Inter de Miami         | Inter Miami CF Stadium;¹ Fort Lauderdale, Florida      | 2020            |                 |                 |                 |                 |
| Montreal Impact        | Stade Saputo;¹ Mont-real, Quebec                       | 2012            |                 |                 |                 |                 |
| Nashville SC           | Nissan Stadium (Nashville);¹ Nashville, Tennessee      | 2020            |                 |                 |                 |                 |
| New England Revolution | Gillette Stadium;² Foxborough, Massachusetts           | 1996            |                 |                 |                 |                 |
| New York City FC       | Yankee Stadium;² Bronx, Nova York                      | 2015            |                 |                 |                 |                 |
| New York Red Bulls     | Red Bull Arena;¹ Harrison, Nova Jersey                 | 1996            |                 |                 |                 |                 |
| Orlando City SC        | Orlando City Stadium;¹ Orlando, Florida                | 2015            |                 |                 |                 |                 |
| Philadelphia Union     | PPL Park;¹ Chester, Pennsilvània                       | 2010            |                 |                 |                 |                 |
| Toronto FC             | BMO Field;¹ Toronto, Ontàrio                           | 2006            |                 |                 |                 |                 |
| Conferència Oest       |                                                        |                 |                 |                 |                 |                 |
| Austin FC              | Q2 Stadium;¹ Austin, Texas                             | 2021            |                 |                 |                 |                 |
| Colorado Rapids        | Dick's Sporting Goods Park;¹ Commerce City, Colorado   | 1996            |                 |                 |                 |                 |
| FC Dallas              | Toyota Stadium;¹ Frisco, Texas                         | 1996            |                 |                 |                 |                 |
| Houston Dynamo         | BBVA Compass Stadium;¹ Houston, Texas                  | 2005            |                 |                 |                 |                 |
| Los Angeles FC         | Banc of California Stadium;¹ Los Angeles, Califòrnia   | 2018            |                 |                 |                 |                 |
| Los Angeles Galaxy     | StubHub Center;¹ Carson, Califòrnia                    | 1996            |                 |                 |                 |                 |
| Minnesota United FC    | Allianz Field;¹ Saint Paul, Minnesota                  | 2017            |                 |                 |                 |                 |
| Portland Timbers       | Providence Park;¹ Portland, Oregon                     | 2011            |                 |                 |                 |                 |
| Real Salt Lake         | Rio Tinto Stadium;¹ Sandy, Utah                        | 2004            |                 |                 |                 |                 |
| San Diego FC           | Snapdragon Stadium;¹ San Diego, Califòrnia             | 2025            |                 |                 |                 |                 |
| San Jose Earthquakes   | Avaya Stadium;¹ Santa Clara, Califòrnia                | 1996            |                 |                 |                 |                 |
| Seattle Sounders FC    | CenturyLink Field; Seattle, Estat de Washington        | 2009            |                 |                 |                 |                 |
| Sporting Kansas City   | Children's Mercy Park;¹ Kansas City, Kansas            | 1996            |                 |                 |                 |                 |
| St. Louis City SC      | Citypark;¹ Saint Louis, Missouri                       | 2023            |                 |                 |                 |                 |
| Vancouver Whitecaps    | Estadi BC Place; Vancouver, Colúmbia Britànica         | 2011            |                 |                 |                 |                 |

¹ Estadi exclusiu per a futbol

² Ha de ser reemplaçat per un estadi exclusiu per a futbol

### Futurs equips (candidats d'expansió)
- Sacramento
- Las Vegas

### Antics equips
- Miami Fusion FC (1998 - 2001)
- Tampa Bay Mutiny (1996 - 2001)
- CD Chivas USA (2004 - 2014)

## Historial

### Campions de la Copa MLS i de l'escut dels Seguidors
| Temporada | Copa MLS (Playoffs)      | Escut dels Seguidors (Temporada regular) |
| --------- | ------------------------ | ---------------------------------------- |
| 1996      | DC United (1)            | Tampa Bay Mutiny (1)                     |
| 1997      | DC United (2)            | DC United (1)                            |
| 1998      | Chicago Fire (1)         | Los Angeles Galaxy (1)                   |
| 1999      | DC United (3)            | DC United (2)                            |
| 2000      | Kansas City Wizards (1)  | Kansas City Wizards (1)                  |
| 2001      | San Jose Earthquakes (1) | Miami Fusion FC (1)                      |
| 2002      | Los Angeles Galaxy (1)   | Los Angeles Galaxy (2)                   |
| 2003      | San Jose Earthquakes (2) | Chicago Fire (1)                         |
| 2004      | DC United (4)            | Columbus Crew (1)                        |
| 2005      | Los Angeles Galaxy (2)   | San Jose Earthquakes (1)                 |
| 2006      | Houston Dynamo (1)       | DC United (3)                            |
| 2007      | Houston Dynamo (2)       | DC United (4)                            |
| 2008      | Columbus Crew (1)        | Columbus Crew (2)                        |
| 2009      | Real Salt Lake (1)       | Columbus Crew (3)                        |
| 2010      | Colorado Rapids (1)      | Los Angeles Galaxy (3)                   |
| 2011      | Los Angeles Galaxy (3)   | Los Angeles Galaxy (4)                   |
| 2012      | Los Angeles Galaxy (4)   | San Jose Earthquakes (2)                 |
| 2013      | Sporting Kansas City (2) | New York Red Bulls (1)                   |
| 2014      | Los Angeles Galaxy (5)   | Seattle Sounders FC (1)                  |
| 2015      | Portland Timbers (1)     | New York Red Bulls (2)                   |
| 2016      | Seattle Sounders FC (1)  | FC Dallas (1)                            |
| 2017      | Toronto FC (1)           | Toronto FC (1)                           |
| 2018      | Atlanta United FC (1)    | New York Red Bulls (3)                   |
| 2019      | Seattle Sounders FC (2)  | Los Angeles FC (1)                       |
| 2020      | Columbus Crew (2)        | Philadelphia Union (1)                   |
| 2021      | New York City (1)        | New England Revolution (1)               |
| 2022      | Los Angeles FC (1)       | Los Angeles FC (2)                       |
| 2023      | Columbus Crew (3)        | FC Cincinnati (1)                        |
| 2024      | Los Angeles Galaxy (6)   | Inter de Miami (1)                       |

### Finals de la Copa MLS
| Temporada | Campió               | Resultat         | Subcampió              | Escut dels Seguidors de l'MLS |
| --------- | -------------------- | ---------------- | ---------------------- | ----------------------------- |
| 1996      | D.C. United          | 3-2 (Pròrroga)   | Los Angeles Galaxy     | Tampa Bay Mutiny              |
| 1997      | D.C. United          | 2-1              | Colorado Rapids        | D.C. United                   |
| 1998      | Chicago Fire         | 2-0              | D.C. United            | Los Angeles Galaxy            |
| 1999      | D.C. United          | 2-0              | Los Angeles Galaxy     | D.C. United                   |
| 2000      | Kansas City Wizards  | 1-0              | Chicago Fire           | Kansas City Wizards           |
| 2001      | San Jose Earthquakes | 2-1 (Pròrroga)   | Los Angeles Galaxy     | Miami Fusion                  |
| 2002      | Los Angeles Galaxy   | 1-0 (Pròrroga)   | New England Revolution | Los Angeles Galaxy            |
| 2003      | San Jose Earthquakes | 4-2              | Chicago Fire           | Chicago Fire                  |
| 2004      | D.C. United          | 3-2              | Kansas City Wizards    | Columbus Crew                 |
| 2005      | Los Angeles Galaxy   | 1-0 (Pròrroga)   | New England Revolution | San Jose Earthquakes          |
| 2006      | Houston Dynamo       | 1-1 (4-2 Penals) | New England Revolution | D.C. United                   |
| 2007      | Houston Dynamo       | 2-1              | New England Revolution | D.C. United                   |
| 2008      | Columbus Crew        | 3-1              | New York Red Bulls     | Columbus Crew                 |
| 2009      | Real Salt Lake       | 1-1 (5-4 Penals) | Los Angeles Galaxy     | Columbus Crew                 |
| 2010      | Colorado Rapids      | 2-1 (Pròrroga)   | FC Dallas              | Los Angeles Galaxy            |
| 2011      | Los Angeles Galaxy   | 1-0              | Houston Dynamo         | Los Angeles Galaxy            |
| 2012      | Los Angeles Galaxy   | 3-1              | Houston Dynamo         | San Jose Earthquakes          |
| 2013      | Sporting Kansas City | 1-1 (7-6 Penals) | Real Salt Lake         | New York Red Bulls            |
| 2014      | Los Angeles Galaxy   | 2-1 (Pròrroga)   | New England Revolution | Seattle Sounders FC           |
| 2015      | Portland Timbers     | 2-1              | Columbus Crew          | New York Red Bulls            |
| 2016      | Seattle Sounders FC  | 0-0 (5-4 Penals) | Toronto FC             | FC Dallas                     |
| 2017      | Toronto FC           | 2-0              | Seattle Sounders FC    | Toronto FC                    |
| 2018      | Atlanta United FC    | 2-0              | Portland Timbers       | New York Red Bulls            |
| 2019      | Seattle Sounders FC  | 3-1              | Toronto FC             | Los Angeles FC                |
| 2020      | Columbus Crew        | 3-0              | Seattle Sounders       | Philadelphia Union            |
| 2021      | New York City FC     | 1-1 (4-2 Penals) | Portland Timbers       | New England Revolution        |
| 2022      | Los Angeles FC       | 3-3 (3-0 Penals) | Philadelphia Union     | Los Angeles FC                |
| 2023      | Columbus Crew        | 2-1              | Los Angeles FC         | FC Cincinnati                 |
| 2024      | Los Angeles Galaxy   | 2-1              | New York Red Bulls     | Inter de Miami                |

### Títols per club
| Equip                  | Campió | Subcampió | Anys campió                        | Anys subcampió               |
| ---------------------- | ------ | --------- | ---------------------------------- | ---------------------------- |
| Los Angeles Galaxy     | 6      | 4         | 2002, 2005, 2011, 2012, 2014, 2024 | 1996, 1999, 2001, 2009       |
| D.C. United            | 4      | 1         | 1996, 1997, 1999, 2004             | 1998                         |
| Columbus Crew          | 3      | 1         | 2008, 2020, 2023                   | 2015                         |
| Seattle Sounders FC    | 2      | 2         | 2016, 2019                         | 2017, 2020                   |
| Houston Dynamo         | 2      | 2         | 2006, 2007                         | 2011, 2012                   |
| Sporting Kansas City   | 2      | 1         | 2000, 2013                         | 2004                         |
| San Jose Earthquakes   | 2      | 0         | 2001, 2003                         |                              |
| Chicago Fire           | 1      | 2         | 1998                               | 2000, 2003                   |
| Colorado Rapids        | 1      | 1         | 2010                               | 1997                         |
| Real Salt Lake         | 1      | 1         | 2009                               | 2013                         |
| Toronto FC             | 1      | 2         | 2017                               | 2016, 2019                   |
| Portland Timbers       | 1      | 2         | 2015                               | 2018, 2021                   |
| Atlanta United FC      | 1      | 0         | 2018                               |                              |
| New York City FC       | 1      | 0         | 2021                               |                              |
| Los Angeles FC         | 1      | 1         | 2022                               | 2023                         |
| New England Revolution | 0      | 5         |                                    | 2002, 2005, 2006, 2007, 2014 |
| New York Red Bulls     | 0      | 2         |                                    | 2008, 2024                   |
| FC Dallas              | 0      | 1         |                                    | 2010                         |
| Philadelphia Union     | 0      | 1         |                                    | 2022                         |

### Classificació històrica
A continuació, es mostra la taula històrica de la fase regular de la Major League Soccer (1996-2020), en la qual les dades no comptabilitzen els playoffs.
| Posició | Equips                 | Temporades | Partits jugats | Partits guanyats | Partits empatats | Partits perduts | Gols marcats | Gols rebuts | Diferència de gols | 1r | 2n | Punts |
| ------- | ---------------------- | ---------- | -------------- | ---------------- | ---------------- | --------------- | ------------ | ----------- | ------------------ | -- | -- | ----- |
| 1       | Los Angeles Galaxy     | 27         | 854            | 377              | 180              | 297             | 1365         | 1171        | +193               | 5  | 4  | 1289  |
| 3       | New York Red Bulls     | 27         | 855            | 353              | 175              | 327             | 1281         | 1217        | +64                | —  | 1  | 1212  |
| 3       | Sporting Kansas City   | 27         | 854            | 350              | 186              | 318             | 1214         | 1147        | +67                | 2  | 1  | 1204  |
| 4       | FC Dallas              | 27         | 854            | 348              | 189              | 317             | 1257         | 1209        | +48                | —  | 1  | 1203  |
| 5       | Columbus Crew          | 27         | 855            | 345              | 187              | 323             | 1227         | 1176        | +51                | 2  | 1  | 1196  |
| 6       | D.C. United            | 27         | 855            | 337              | 170              | 348             | 1264         | 1279        | -15                | 4  | 1  | 1145  |
| 7       | New England Revolution | 27         | 856            | 328              | 185              | 343             | 1221         | 1285        | -64                | —  | 5  | 1135  |
| 8       | Colorado Rapids        | 27         | 853            | 313              | 181              | 359             | 1122         | 1255        | -133               | 1  | 1  | 1096  |
| 9       | Chicago Fire           | 25         | 796            | 295              | 196              | 305             | 1142         | 1120        | +22                | 1  | 2  | 1071  |
| 10      | San Jose Earthquakes   | 25         | 793            | 286              | 187              | 320             | 1097         | 1173        | -76                | 2  | —  | 1007  |
| 11      | Real Salt Lake         | 18         | 580            | 217              | 144              | 219             | 790          | 786         | +4                 | 1  | 1  | 795   |
| 12      | Seattle Sounders FC    | 14         | 456            | 211              | 104              | 141             | 679          | 532         | +147               | 2  | 2  | 737   |
| 12      | Houston Dynamo         | 17         | 559            | 187              | 166              | 206             | 738          | 760         | -22                | 2  | 2  | 727   |
| 14      | Toronto FC             | 16         | 517            | 162              | 137              | 218             | 695          | 809         | -114               | 1  | 2  | 623   |
| 15      | Philadelphia Union     | 13         | 427            | 161              | 114              | 152             | 624          | 563         | +61                | —  | 1  | 597   |
| 16      | Portland Timbers       | 12         | 397            | 155              | 110              | 132             | 597          | 566         | +31                | 1  | 2  | 575   |
| 17      | Vancouver Whitecaps FC | 12         | 397            | 137              | 102              | 158             | 508          | 590         | -82                | —  | —  | 513   |
| 18      | Montreal Impact        | 11         | 363            | 135              | 73               | 155             | 519          | 564         | -45                | —  | —  | 478   |
| 19      | New York City FC       | 8          | 261            | 117              | 62               | 82              | 439          | 347         | +92                | 1  | —  | 413   |
| 20      | Chivas USA             | 10         | 320            | 92               | 79               | 149             | 351          | 483         | -132               | —  | —  | 355   |
| 21      | Orlando City SC        | 8          | 261            | 86               | 71               | 104             | 361          | 426         | -65                | —  | —  | 329   |
| 22      | Atlanta United FC      | 6          | 193            | 83               | 46               | 64              | 314          | 248         | +66                | 1  | —  | 295   |
| 23      | Los Angeles FC         | 5          | 158            | 79               | 36               | 43              | 319          | 217         | +102               | 1  | —  | 273   |
| 25      | Minnesota United FC    | 6          | 191            | 72               | 40               | 79              | 273          | 304         | -31                | —  | —  | 256   |
| 25      | Tampa Bay Mutiny       | 6          | 187            | 83               | 6                | 98              | 312          | 336         | -24                | —  | —  | 235   |
| 26      | Miami Fusion           | 4          | 122            | 56               | 10               | 56              | 199          | 219         | -20                | —  | —  | 158   |
| 27      | Nashville SC           | 3          | 91             | 33               | 37               | 21              | 131          | 96          | +35                | —  | —  | 136   |
| 28      | Inter de Miami         | 3          | 91             | 33               | 14               | 44              | 108          | 144         | -36                | —  | —  | 113   |
| 29      | FC Cincinnati          | 4          | 125            | 26               | 31               | 68              | 144          | 241         | -97                | —  | —  | 109   |
| 30      | Austin FC              | 2          | 68             | 25               | 12               | 31              | 100          | 105         | -5                 | —  | —  | 87    |
| 31      | Charlotte FC           | 1          | 34             | 13               | 3                | 18              | 44           | 52          | -8                 | –  | –  | 42    |

### Jugadors amb més gols

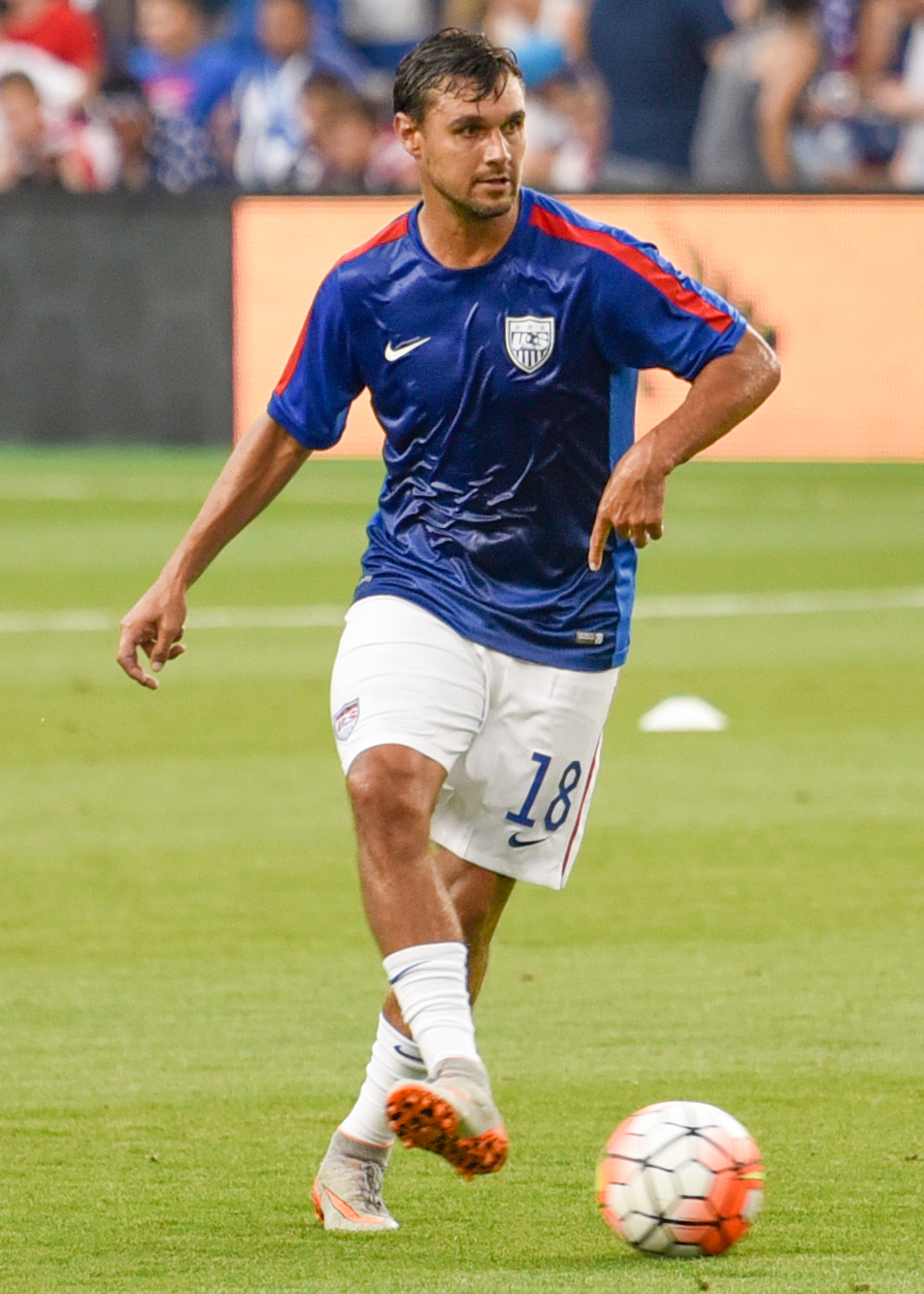
Chris Wondolowski és el golejador històric de l'MLS amb 166 gols.